# Сіетл Саундерз
Сіетл Са́ундерз (англ. Seattle Sounders FC) — професіональний футбольний клуб з Сіетла (США), що грає у Major League Soccer — вищому футбольному дивізіоні США і Канади. Клуб було засновано 13 листопада 2007 року, а грати в чемпіонаті він почав з сезону 2009 року. Сіетл Саундерз є діючим чемпіоном МЛС, вигравши головний трофей — Кубок МЛС у 2016 році. Також команда здобула Supporters' Shield — нагороду для переможця регулярного чемпіонату в 2014 році.
Домашні матчі проводить на Люмен Філд. Основним власником команди є Едріен Ганауер.

## Досягнення
- Кубок МЛС
  - Переможець (2): 2016, 2019
- Supporters' Shield
  - Переможець (1): 2014
- Відкритий кубок США
  - Переможець (4): 2009, 2010, 2011, 2014
- Конференції
  - Переможець Плей-оф Західної конференції (2): 2016, 2019
  - Переможець Західної конференції Регулярному сезоні (1): 2014
- Інші трофеї
- Ліга чемпіонів КОНКАКАФ
  - Переможець (1): 2022